# Space Coast Stadium
Le Space Coast Stadium est un stade de baseball, d'une capacité de 8100 places, situé à Viera, localité de l'État de Floride, aux États-Unis. Il a été le stade des entraînements de printemps des Expos de Montréal jusqu'en 2004, et est depuis 2005 celui des Nationals de Washington.
Il est le domicile depuis 1994 des Manatees du comté de Brevard évoluant en Ligue de l'État de Floride, et des Nationals de la Côte du Golfe évoluant en Ligue de la Côte du Golfe.